# 안드레아스 코르넬리우스
안드레아스 에발 코르넬리우스(덴마크어: Andreas Evald Cornelius, 1993년 3월 16일~)는 덴마크의 축구 선수로 포지션은 스트라이커이다. 현재 FC 코펜하겐 소속으로 뛰고 있다.
국제 대회에서는 덴마크 대표팀 소속으로 뛰었으며 FIFA 월드컵 2회(2018, 2022), UEFA 유로 1회(2020) 참가했다.

## 수상

### 클럽
FC 코펜하겐
- 덴마크 수페르리가 : 우승 (2012-13, 2015-16, 2016-17), 준우승 (2011-12, 2013-14, 2014-15)
- 덴마크컵 : 우승 (2014-15, 2015-16, 2016-17), 준우승 (2013-14)

 아탈란타 BC
- 코파 이탈리아 : 4강 (2017-18)

 지롱댕 드 보르도
- 쿠프 드 라 리그 : 4강 (2018-19)

 트라브존스포르
- 튀르키예 쉬페르리그 : 우승 (2021-22)
- 튀르키예 쿠파스 : 4강 (2021-22)
- 튀르키예 슈퍼컵 : 우승 (2022)

### 국가대표팀
덴마크
- UEFA 유럽 축구 선수권 대회 : 4강 (2020)

### 개인
- 덴마크 수페르리가 득점왕 : 2012-13 (18골)
- 덴마크 수페르리가 올해의 선수 : 2012-13
- FC 코펜하겐 올해의 선수 : 2012-13